# Гьози
„Гьозите“ е наименованието, дадено на нидерландските въстаници по време на Осемдесетгодишната война (1568 – 1648) против владичеството на Хабсбургска Испания.

## Нидерландското въстание
След женитбата на император Максимилиан Хабсбургски за Мария Бургундска през 1477 г. династията на Хабсбургите получава наследствено право над земите на Бургундия, включващи и 17-те нидерландски провинции. Когато Филип II се възкачва на трона на Испания, той си поставя за цел да възвърне достойнството и величието на Римокатолическата църква в противовес на разпространаващата се по това време в Западна Европа Реформация. Приелите калвинизма нидерландци масово нахлуват в църквите, разрушавайки статуите на светците, които те смятат за противопоставяне срещу Десетте Божи заповеди. В резултат, крал Филип II назначава херцога на Алба за губернатор на неспокойните земи на Нидерландия, за да накаже холандците протестанти, поругаващи храмовете. Започват всеобщи погроми и кланета не само над евангелистите, но и над католици, които съчувстват на потиснатите.
През 1568 г. избухва Нидерландското въстание. Думата „гьози“ (на нидерландски: geuzen) е заемка от френското „gueux“ – „просяк“, с което презрително били назовавани бунтовниците от Хабсбургските благородници. През 1572 г. гьозите превземат по море град Бриел. Градът не е бил силно укрепен и поради това не се смята, че това било голям военен успех, но от стратегическа гледна точка е преломен момент в съпротивата против испанците, тъй като въстаниците получават защитено място, от което успешно продължават военните действия.